# Ben Sasse
Benjamin Eric "Ben" Sasse (født 22. februar 1972 i Plainview) er en amerikansk republikansk politiker. Han var medlem af USA's senat valgt i Nebraska fra 2015 til 2023.
Sasse trak sig fra sin plads i Senatet 8. januar 2023 for at efterfølge Kent Fuchs som præsident for University of Florida.